# Chondrilla spinosa
Chondrilla spinosa là một loài thực vật có hoa trong họ Cúc. Loài này được Lamond & V.A.Matthews mô tả khoa học đầu tiên năm 1974.